# Melicope perryae
Melicope perryae är en vinruteväxtart som beskrevs av Thomas Gordon Hartley. Melicope perryae ingår i släktet Melicope och familjen vinruteväxter. Inga underarter finns listade i Catalogue of Life.